# ماكسيم براون
ماكسيم براون هو متسابق بياثل كازاخستاني، ولد في 16 أبريل 1993 في بافلودار في كازاخستان.

## وصلات خارجية
- ماكسيم براون على موقع IBU (الإنجليزية)
- ماكسيم براون على موقع اللجنة الأولمبية الدولية (الإنجليزية)
- ماكسيم براون على موقع أوليمبيديا (الإنجليزية)